# Metagonia quadrifasciata
Metagonia quadrifasciata là một loài nhện trong họ Pholcidae. Loài này được phát hiện ở Brasil.